# Hrvatsko muzejsko društvo
Hrvatsko muzejsko društvo je društvo koje okuplja stručne muzejske djelatnike s područja Republike Hrvatske.

## Povijest
Društvo je osnovano 1946. godidne u Zagrebu. Prvo ime društva je bilo „Društvo službenika i suradnika muzeja, galerija i konzervatorskih zavoda Museion u NR Hrvatskoj”. U travnju 1952. društvo je počelo izdavati „Vijesti muzealaca i konzervatora SR Hrvatske”. Godine 1959. o društva se odvaja „Društvo konzervatora Hrvatske”.
Godine 1960. društvo se preimenovalo u „Muzejsko društvo Hrvatske”, a 1975. u „Savez muzejskih društava Hrvatske”. U vrijeme agresije na Hrvatsku od 1991. do 1996. društvo je djelovalo usputno. Rad društva je obnovljen 1996. godine, a službeno je registrirano kao „Hrvatsko muzejsko društvo” 1998. godine.

### Mrežna sjedišta
- O društvu. Hrvatsko muzejsko društvo. Pristupljeno 13. ožujka 2025.